# Bivacco Franco Costantini
Il bivacco Franco Costantini è un bivacco che si trova nel territorio del comune di Resia nell'Alta Val Resia, in Friuli-Venezia Giulia, all'interno del Parco Naturale delle Prealpi Giulie. Appartenente e gestito dalla sezione del CAI di Manzano che ne fa la manutenzione, sorge sotto il Torrione Mulaz (Mulac in sloveno), a quota 1690 m s.l.m.. 

## Storia
In questi luoghi si è combattuta la prima guerra mondiale. Poco distante dall'attuale ubicazione, era stato costruito un bivacco in pietra, in seguito distrutto, e successivamente, nel 1981 è stato costruito l'attuale bivacco in ricordo di Franco Costantini.

## Caratteristiche
È una struttura fissa in lamiera a botte, del tipo "fondazione Berti" o tipo Apollonio, di colore rosso ed è visibile anche dalla val Resia, guardando alla base del torrione Mulaz; offre ricovero per 8 persone con 4 letti a castello con coperte e materassi, dispone anche di tavolino esterno con panche da sistemare; non vi è stufa, né legna, né acqua nelle vicinanze.

### Accesso
L'accesso al bivacco può avvenire partendo da Resia, oppure come parte di una traversata. Nello specifico:
- da Coritis si raggiunge Berdo di Sopra in circa 45 minuti. E da Berdo di Sopra è possibile raggiungere direttamente il Bivacco Costantini, continuando lungo il sentiero n. 731 in circa 1 ora;
- dal Monte Guarda si scende la cresta affacciandosi sul versante della Valle di Uccea. Giunti in breve alla selletta denominata Predolina, alla base della Baba Piccola, si attraversa in mezza costa il fianco prativo di quest'ultima rimanendo più o meno alla stessa quota. Poi si raggiunge il vallone che scende dalla Infrababa Piccola. Da questo punto si scorge il bivacco. Non resta che attraversare il vallone e si è arrivati. Stimare bene i tempi di percorrenza.

### Ascensioni
- la salita alpinistica a Baba Grande e (molto più impegnativa), verso il Monte Canin
- la salita escursionistica a Monte Guarda, sentiero nº 731
- nelle vicinanze sono presenti delle vie d'arrampicata la cui la L. Ron Hubbard Route.[2]

### Traversate
- A Casera Canin, Berdo di sotto e Coritis per sentieri 731 e 642
- A sella Carnizza lungo la panoramica dorsale tra il M. Guarda e il M. Nische per sentiero 731
- Si può discendere verso la Val Resia.